# Дворец Сташица
Дворец Сташица (пол. Pałac Staszica), также Дворец Королевского общества друзей науки — дворец в Варшаве, в классическом стиле.
Расположен при Королевском тракте, на стыке Краковского предместья и улицы Новый Свят, построенный в 1820—1823 годах по инициативе Станислава Сташица по проекту Антонио Корацци для Королевского общества друзей науки, перестроенный в 1892—1893 годах.

## История
Построен в 1820—1823 по заказу Станислава Сташица. Здание построено в классическом стиле по проекту архитектора Антонио Корацци. Здание было передано Сташицем варшавскому Обществу друзей науки — первой польской научной организации.
В 1830 году перед зданием был открыт памятник Николаю Копернику работы скульптора Бертеля Торвальдсена.
После Польского восстания 1830 года общество друзей науки было закрыто, в здании располагалось управление государственной лотереи.
В 1857—1862 годах в здании располагалась Варшавская медико-хирургическая академия.

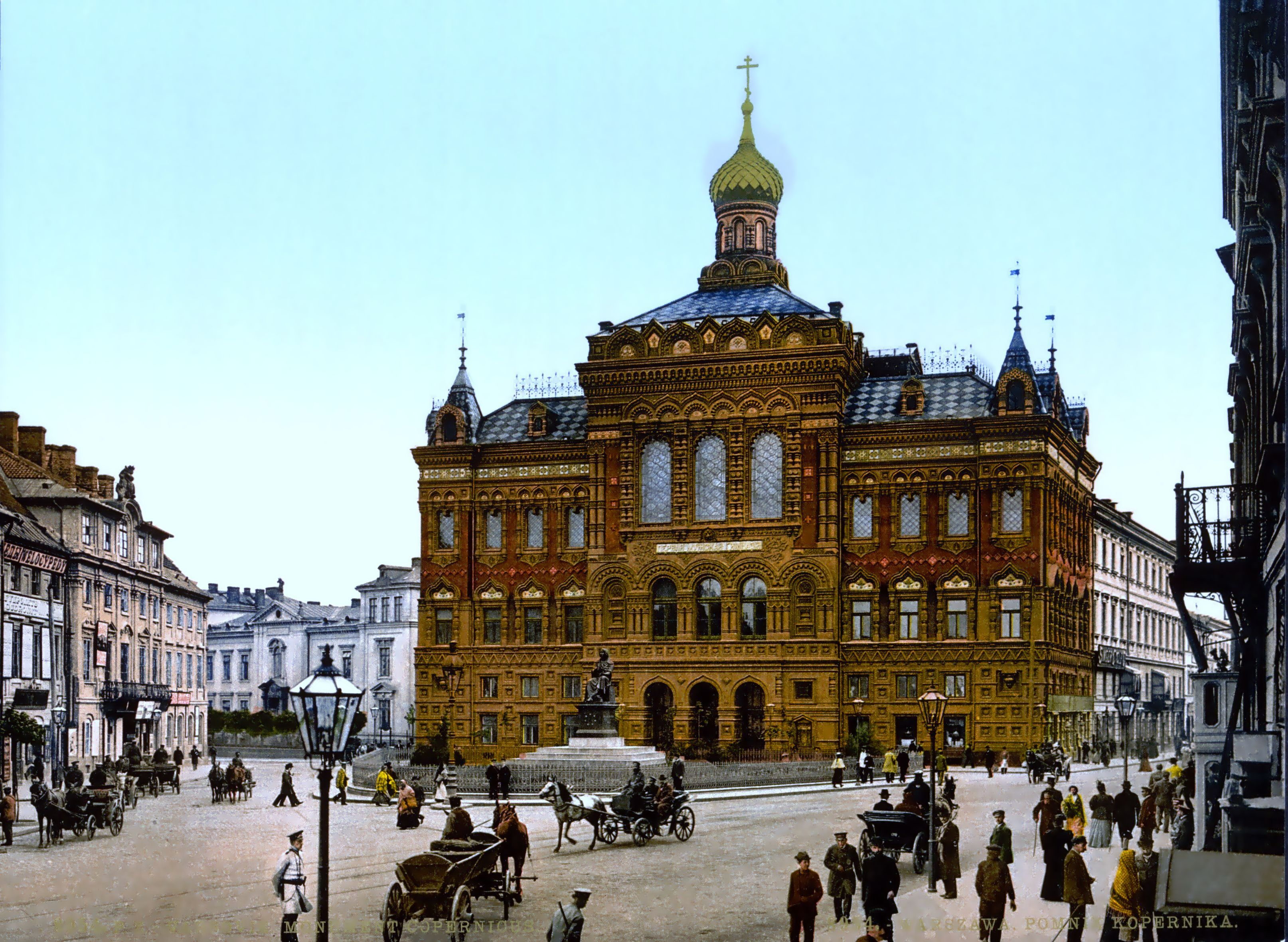
Дворец Сташица, перестроенный в русском стиле. 1890—1924.

В конце XIX века в здании располагалась 1-я мужская гимназия (русская). В 1890 году сенатор А. Л. Апухтин предложил перестроить здание в древнерусском стиле, что и было сделано по проекту архитектора В. Н. Покровского. В здании была устроена домовая церковь Святой Татьяны.
В 1924—1926 годах здание было перестроено в неоклассическом стиле по проекту Мариана Лялевича. В межвоенные годы в здании располагались несколько научных организаций: Варшавское научное общество, касса им. Мяновского, Государственный метеорологический институт и Археологический музей Варшавы.
Дворец был повреждён во время осады Варшавы в 1939 году и разрушен в 1944, во время Варшавского восстания.
В 1946—1951 годах дворец был восстановлен по проекту П. Беганьского. В настоящее время здание принадлежит Польской академии наук.